# Catanauan
Catanauan è una municipalità di prima classe delle Filippine, situata nella Provincia di Quezon, nella regione di Calabarzon.
Catanauan è formata da 46 baranggay:
- Ajos
- Anusan
- Barangay 1 (Pob.)
- Barangay 2 (Pob.)
- Barangay 3 (Pob.)
- Barangay 4 (Pob.)
- Barangay 5 (Pob.)
- Barangay 6 (Pob.)
- Barangay 7 (Pob.)
- Barangay 8 (Pob.)
- Barangay 9 (Pob.)
- Barangay 10 (Pob.)
- Bolo
- Bulagsong
- Camandiison
- Canculajao

- Catumbo
- Cawayanin Ibaba
- Cawayanin Ilaya
- Cutcutan
- Dahican
- Doongan Ibaba
- Doongan Ilaya
- Gatasan
- Macpac
- Madulao
- Matandang Sabang Kanluran
- Matandang Sabang Silangan
- Milagrosa
- Navitas

- Pacabit
- San Antonio Magkupa
- San Antonio Pala
- San Isidro
- San Jose (Anyao)
- San Pablo (Suha)
- San Roque (Doyon)
- San Vicente Kanluran
- San Vicente Silangan
- Santa Maria (Dao)
- Tagabas Ibaba
- Tagabas Ilaya
- Tagbacan Ibaba
- Tagbacan Ilaya
- Tagbacan Silangan
- Tuhian